# 7,62 × 25 Tokarev
Pour les articles homonymes, voir 7,62.
La 7,62 x 25 mm Tokarev est une cartouche pour pistolet semi-automatique créée par Theodor Bergmann à la fin du XIXe siècle et abandonnée au début des années 1930.

## Désignation

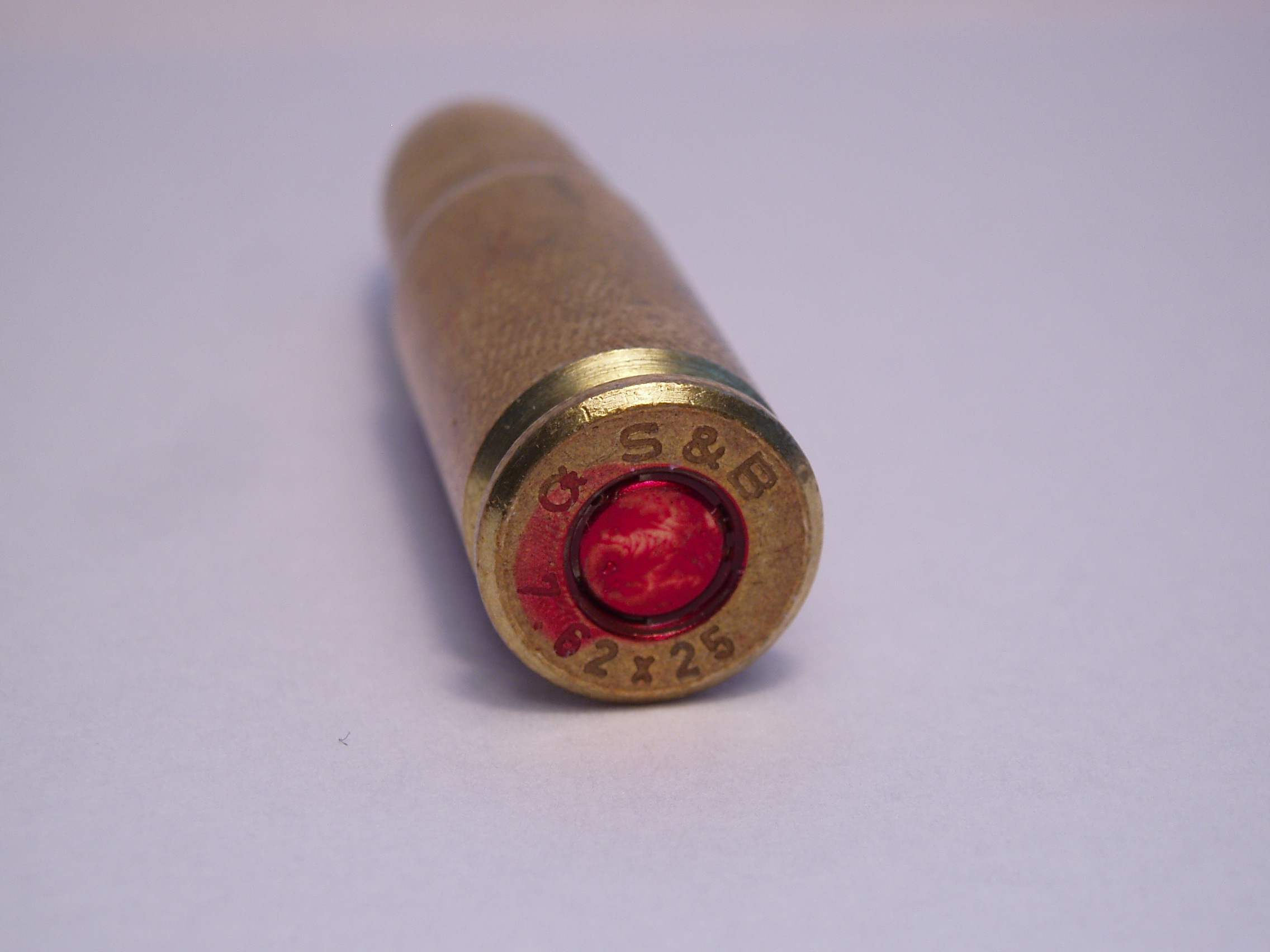
Munition de 7,62 Tokarev fabriqué par Sellier et Bellot.

La désignation métrique de la cartouche est 7,62 x 25 mm Tokarev, parfois raccourci sous la forme 7,62 mm Tokarev. Les appellations 7, 62 mm Modèle 30 ou Type 50 chinois peuvent également être rencontrées de manière plus occasionnelle. Elle est aussi parfois appelée par erreur 7,63 mm Mauser du fait de la ressemblance entre les deux cartouches. Cela ne prête pas à conséquence, les deux étant en pratique interchangeables.

## Historique
En 1896, Mauser créé la 7,63 × 25 mm Mauser sur la base de la 7,65 × 25 mm Borchardt. Quelques décennies plus tard en URSS, Fiodor Tokarev commence à concevoir des pistolets utilisant la cartouche Mauser, notamment le Tokarev SL. Rapidement, Tokarev créé sa propre cartouche, qui est adoptée en 1930 par l’armée soviétique pour les pistolets semi-automatiques Tokarev TT-30 et TT-33. Également utilisée dans certains pistolets-mitrailleurs, elle se diffuse largement par la suite au sein des pays du bloc communiste. En 2014, les principaux producteurs sont la Russie et la Chine, mais elle a aussi été produite depuis 1945 dans des pays aussi variés que la Turquie, le Brésil, la Pologne ou encore l’Espagne,.

## Description
La cartouche 7,62 x 25 mm Tokarev est une cartouche à percussion centrale et étui à collet sans bourrelet. La cartouche mesure 34,29 mm de long, dont 24,64 mm pour l’étui. Ce dernier a un diamètre de 9,65 mm à la base, 8,38 mm au collet et 9,91 mm au culot.
Selon les producteurs, les étuis peuvent être de matériaux différents. Ceux fabriqués en Chine sont ainsi la plupart du temps en laiton, ceux produits en Russie en laiton ou en acier plaqué de cuivre, ceux produits en Pologne en acier laqué, etc. Les amorces sont généralement de type Berdan, mais il existe aussi quelques fabricants qui utilisent des étuis en laiton et des amorces de type Boxer,.
La balle est de calibre 7,62 mm et mesure 7,80 mm de diamètre. Du fait du nombre de fabricants, il existe de nombreux modèles de balles, de forme et de masse variées. La balle soviétique d’origine est appelée Type P est une balle à cœur de plomb et sommet arrondi pesant 85 grains (5,51 g) avec une vitesse initiale de 457 m/s. Les Soviétiques ont également utilisés une balle perforante incendiaire, appelée P41 et reconnaissable à sa pointe jaune, et une balle traçante, appelée PT,.